# Historická oblast Kjongdžu
Historická oblast Kjongdžu je název jedné z jihokorejských položek seznamu světového kulturního dědictví UNESCO. Na tento seznam byla zapsána v roce 2000. Jedná se o soubor paláců, chrámů, pagod, soch a dalších staveb nacházejících se v okolí města Kjongdžu ve východní části státu. Většina z chráněných památek pochází ze 7.  až 10. století - vrcholného období království Silla.
Dle UNESCA je historická oblast rozdělena do pěti oddělených částí.
- Oblast Mt. Namsan - 2 650 hekterů zalesněné hory s množstvím chrámů a soch
- Wolsong - nachází se zde např. kamenná observatoř ze 7. století
- Park Tumuli - skupina královských mohyl
- Hwangnyongsa - ruiny paláců Hwangnyongsa a Bunhwangsa
- Sansong - ruiny horské pevnosti Myeonghwal

## Fotogalerie

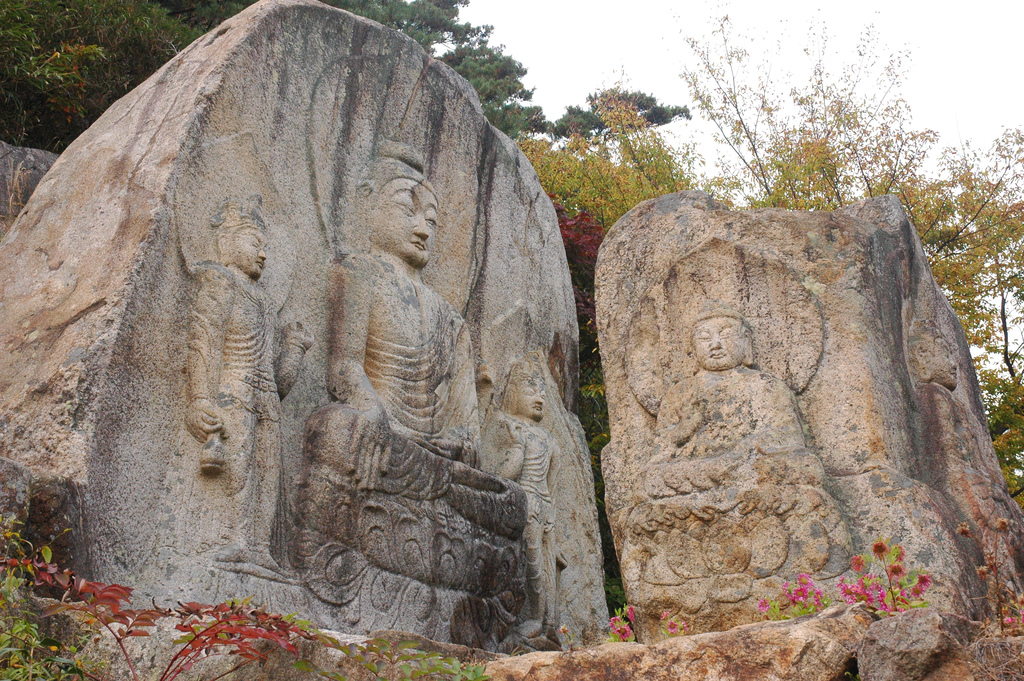
skalní reliéfy v oblasti Mount Namsan
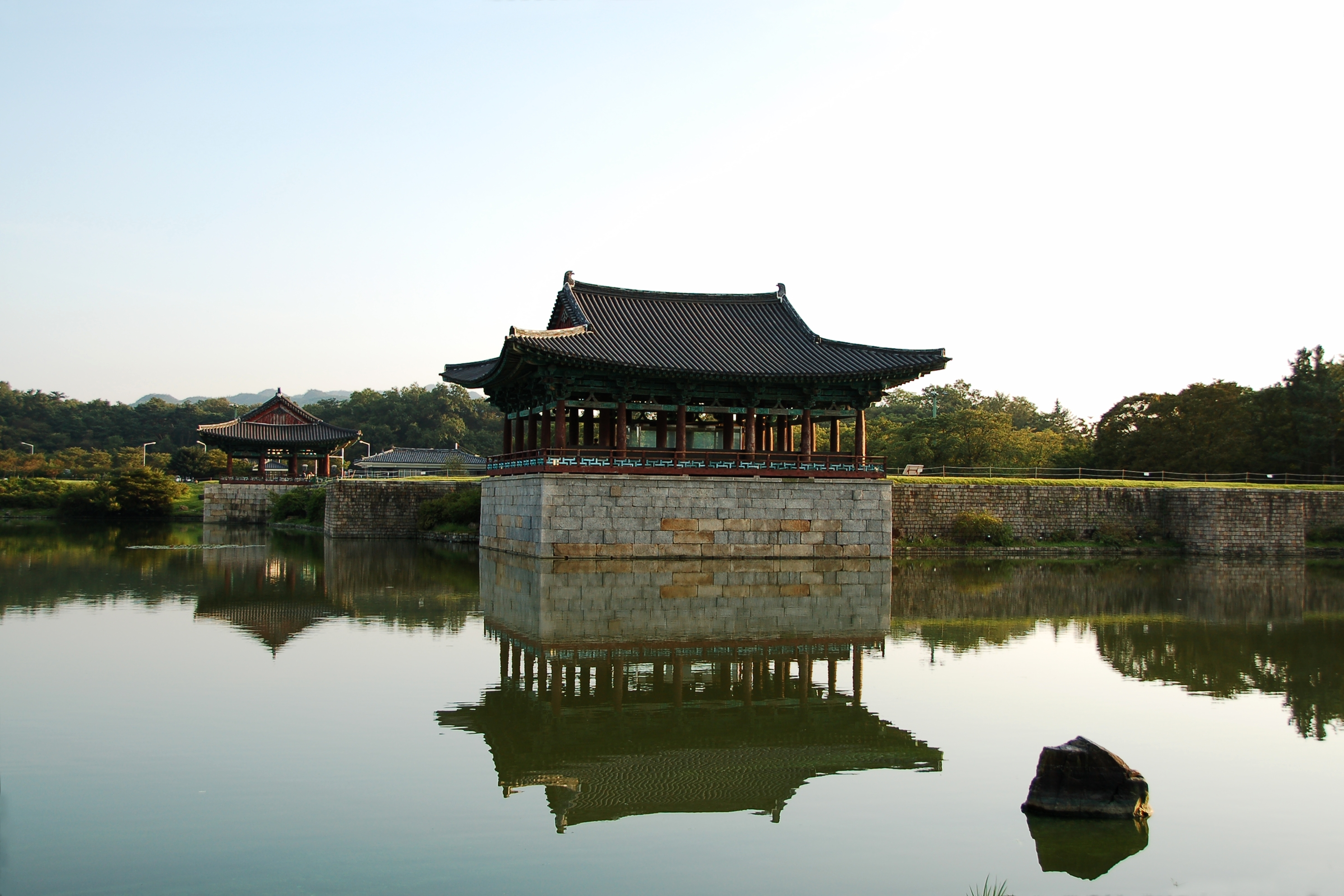
nádrž Wolji a chrám Hwangnyongsa
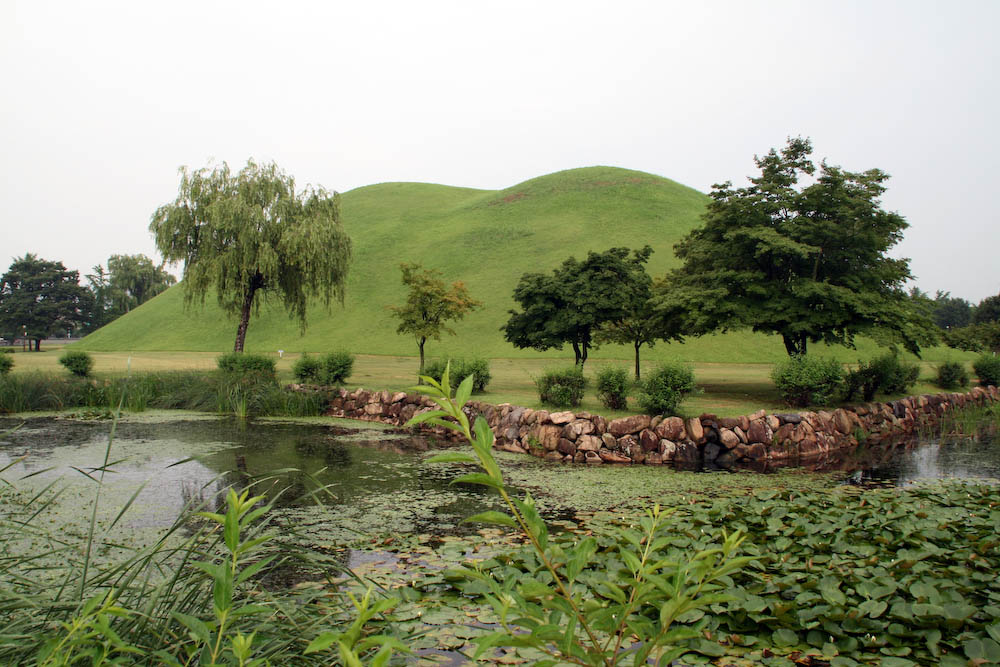
park Tumuli
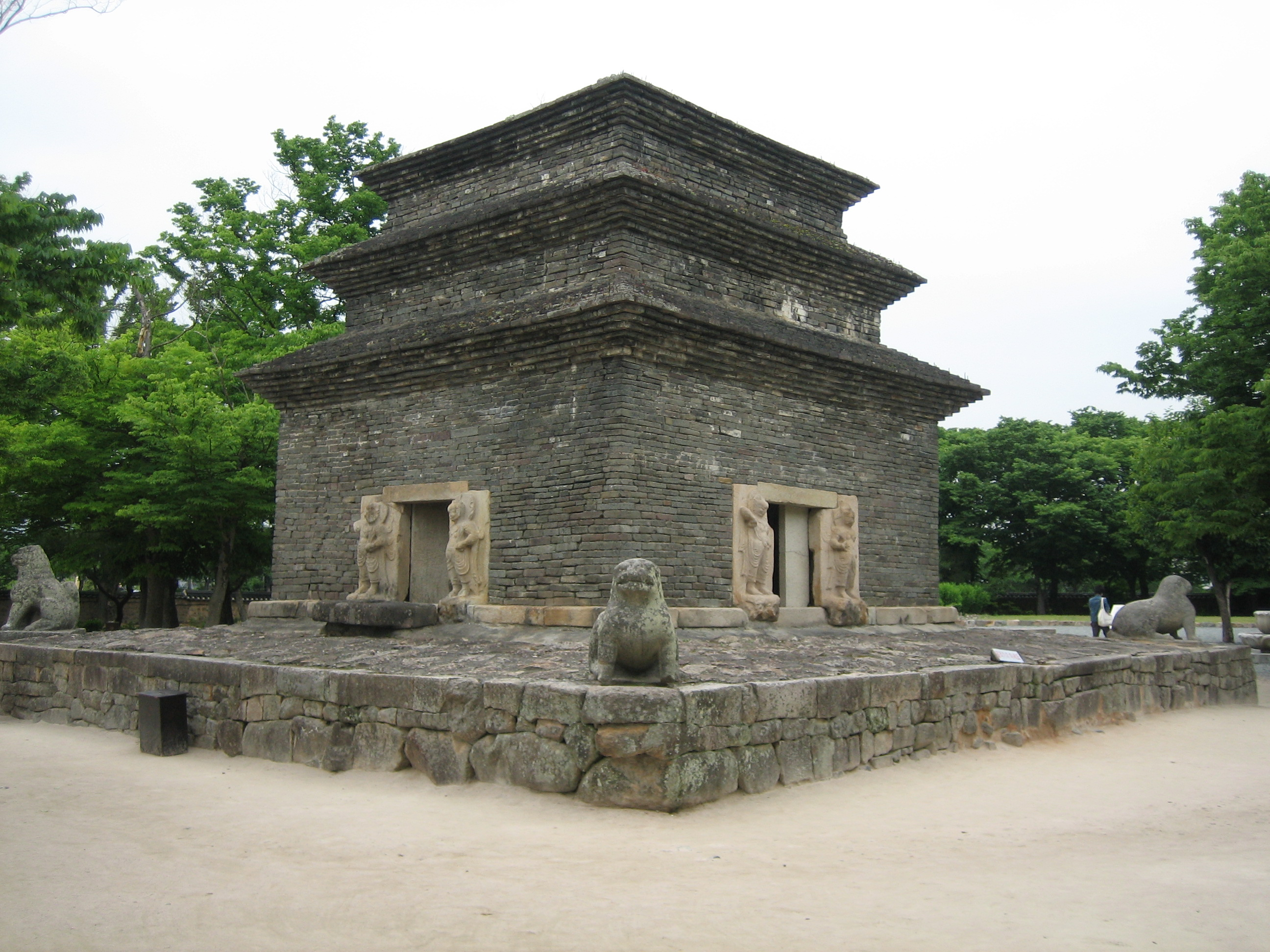
chrám Bunhwangsa